# Соціабілітет рослин
Соціабілітет рослин (англ. Sociability of plants) — показник кількості та рівномірності розміщення особин популяцій рослин у фітоценозі (одна з характеристик структури фітоценозу горизонтальної). Термін «С. р.» введений в 1835 р. швейцарським натуралістом Геером (Heer). Існують шкали оцінки соціабілітету (Ж. Браун-Бланке — Braun-Blanquet, А. Тенслі — Tansley, В. В. Альохіна, В. М. Сукачова), де нижчу оцінку отримує малорясний і дисперсно-розподілений вид, а вищу — масовий вид хащового розповсюдження.
Деякими авторами (прихильниками класифікації фітоценозів флористичної) С. р. пропонується використовувати як діагностичну ознаку при виділенні синтаксонів нижчого рангу (варіанти асоціацій, фації). Ця пропозиція спірна, адже між С. р. і флористичною композицією завжди є кореляція, що дозволяє виділяти синтаксони тільки па основі останньої, а С. р. використовувати не як діагностичну, а як характеризуючу ознаку.